# Праздники Чада
Список праздников, официально отмечаемых в Чаде.
| Дата                                                        | Русское название          | Название на английском                                       |
| ----------------------------------------------------------- | ------------------------- | ------------------------------------------------------------ |
| 1 января                                                    | Новый год                 | New Year's Day                                               |
| Апрель                                                      | Поливальный понедельник   | Easter Monday                                                |
| 1 мая                                                       | Первомай                  | Worker's Day                                                 |
| 11 августа                                                  | День независимости Чада   | Independence Day                                             |
| 1 ноября                                                    | Собор всех святых         | All Saints Day                                               |
| 28 ноября                                                   | День Республики           | Republic Day                                                 |
| 1 декабря                                                   | День свободы и демократии | Freedom and Democracy Day                                    |
| 25 декабря                                                  | День подарков             | Christmas Day                                                |
| Даты, отмечаемые по исламскому календарю мусульманами Чада. |                           |                                                              |
| 10 зульхиджа                                                | Ид аль-Адха               | Праздник в память о жертвоприношении Авраама.                |
| 1 шавваль                                                   | Ид аль-Фитр               | Окончание Рамадана.                                          |
| 12 рабиуль-аввала                                           | Маулид ан-Наби            | День рождения пророка Мухаммада.                             |
| Последняя пятница Рамадана                                  | Джамаат уль-Вида          | Последний джума-намаз Рамадана перед праздником Ид аль-Фитр. |
| Последние десять ночей Рамадана                             | Ночь предопределения      | Праздник в честь открытия Мухаммаду первой суры Корана.      |